# Indianapolis 500 1993

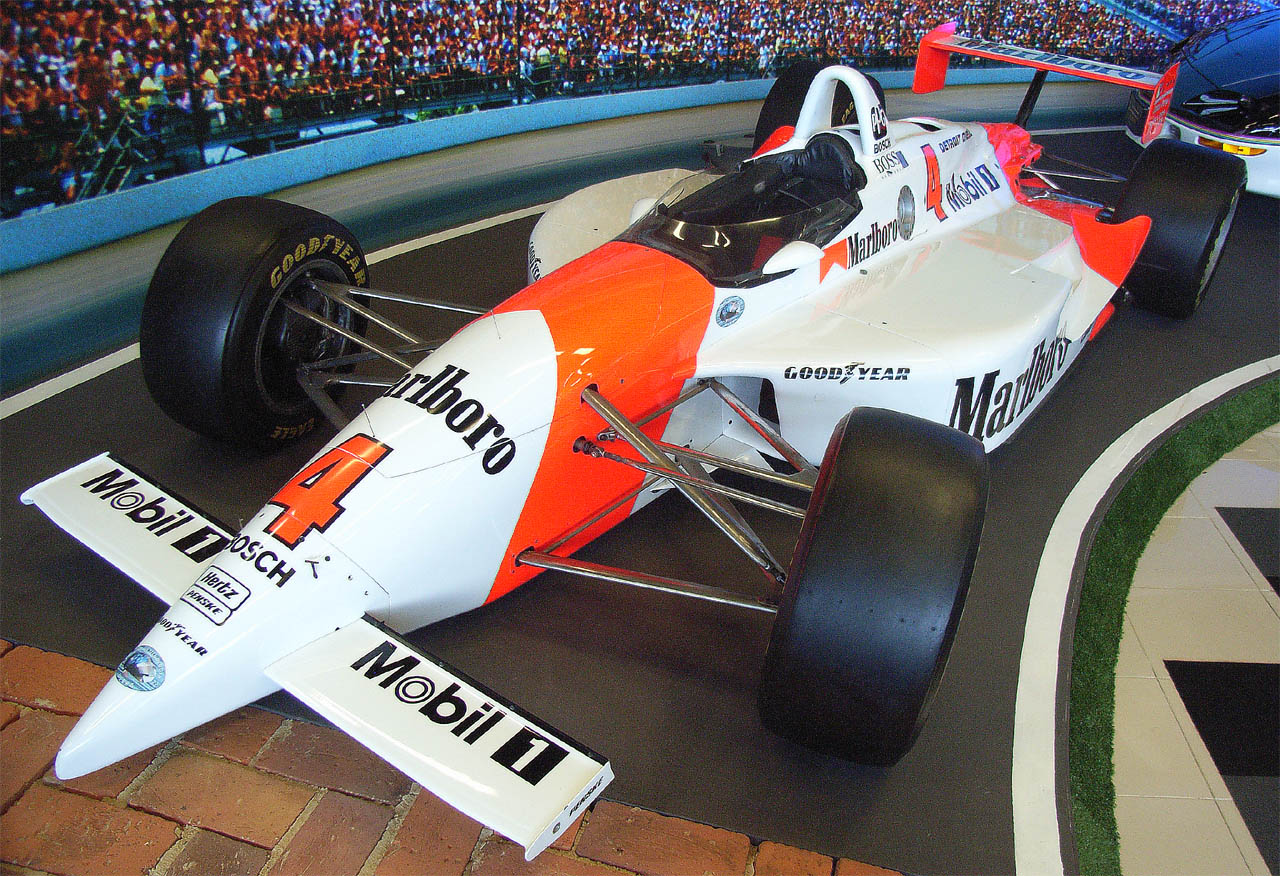
Das Siegerauto von 1993 des Teams Penske

Das 77. Indianapolis 500 (offiziell 77th Running of the Indianapolis 500) auf dem Indianapolis Motor Speedway fand am 30. Mai 1993 statt und ging über eine Distanz von 200 Runden à 4,023 km, was einer Gesamtdistanz von 804,672 km entspricht.

## Startaufstellung
| Reihe | Innen | Innen                 | Mitte | Mitte           | Außen | Außen              |
| ----- | ----- | --------------------- | ----- | --------------- | ----- | ------------------ |
| 1     | 10    | Arie Luyendyk         | 6     | Mario Andretti  | 9     | Raul Boesel        |
| 2     | 2     | Scott Goodyear        | 3     | Al Unser Jr.    | 16    | Stefan Johansson   |
| 3     | 12    | Paul Tracy            | 5     | Nigel Mansell   | 4     | Emerson Fittipaldi |
| 4     | 40    | Roberto Guerrero      | 22    | Scott Brayton   | 7     | Danny Sullivan     |
| 5     | 77    | Nelson Piquet         | 11    | Kevin Cogan     | 36    | Stéphan Grégoire   |
| 6     | 21    | Jeff Andretti         | 8     | Teo Fabi        | 51    | Gary Bettenhausen  |
| 7     | 18    | Jimmy Vasser          | 91    | Stan Fox        | 90    | Lyn St. James      |
| 8     | 76    | Tony Bettenhausen jr. | 80    | Al Unser        | 84    | John Andretti      |
| 9     | 41    | Robby Gordon          | 15    | Hiro Matsushita | 66    | Dominic Dobson     |
| 10    | 50    | Davy Jones            | 27    | Geoff Brabham   | 75    | Willy T. Ribbs     |
| 11    | 60    | Jim Crawford          | 92    | Didier Theys    | 59    | Eddie Cheever      |

## Klassifikationen

### Endergebnis
| Pos. | Nr. | Name                   | Team                        | Chassis | Motor     | Zeit/Rückstand               | Rd. | Start |
| ---- | --- | ---------------------- | --------------------------- | ------- | --------- | ---------------------------- | --- | ----- |
| 1    | 4   | Emerson Fittipaldi (W) | Team Penske                 | Penske  | Chevrolet | 3:10:49.860 Std. 157,207 mph | 200 | 9     |
| 2    | 10  | Arie Luyendyk (W)      | Chip Ganassi Racing         | Lola    | Cosworth  | 2,862                        | 200 | 1     |
| 3    | 5   | Nigel Mansell (R)      | Newman/Haas Racing          | Lola    | Cosworth  | 4,237                        | 200 | 8     |
| 4    | 9   | Raul Boesel            | Dick Simon Racing           | Lola    | Cosworth  | 4,782                        | 200 | 3     |
| 5    | 6   | Mario Andretti (W)     | Newman/Haas Racing          | Lola    | Cosworth  | 5,418                        | 200 | 2     |
| 6    | 22  | Scott Brayton          | Dick Simon Racing           | Lola    | Cosworth  | 6,540                        | 200 | 11    |
| 7    | 2   | Scott Goodyear         | Walker Racing               | Lola    | Cosworth  | 7,917                        | 200 | 4     |
| 8    | 3   | Al Unser Jr. (W)       | Galles Racing               | Lola    | Chevrolet | 9,964                        | 200 | 5     |
| 9    | 8   | Teo Fabi               | Jim Hall Racing             | Lola    | Chevrolet | 17,441                       | 200 | 17    |
| 10   | 84  | John Andretti          | A. J. Foyt Enterprises      | Lola    | Cosworth  | 17,730                       | 200 | 24    |
| 11   | 16  | Stefan Johansson (R)   | Bettenhausen Racing         | Penske  | Chevrolet | 1 Rd.                        | 199 | 6     |
| 12   | 80  | Al Unser (W)           | King Racing                 | Lola    | Chevrolet | 1 Rd.                        | 199 | 23    |
| 13   | 18  | Jimmy Vasser           | Hayhoe Racing               | Lola    | Cosworth  | 2 Rd.                        | 198 | 19    |
| 14   | 11  | Kevin Cogan            | Galles Racing               | Lola    | Chevrolet | 2 Rd.                        | 198 | 14    |
| 15   | 50  | Davy Jones             | Euromotorsport              | Lola    | Chevrolet | 3 Rd.                        | 197 | 28    |
| 16   | 59  | Eddie Cheever          | Team Menard                 | Lola    | Buick     | 3 Rd.                        | 197 | 33    |
| 17   | 51  | Gary Bettenhausen      | Team Menard                 | Lola    | Menard    | 3 Rd.                        | 197 | 18    |
| 18   | 15  | Hiro Matsushita        | Walker Racing               | Lola    | Cosworth  | 3 Rd.                        | 197 | 26    |
| 19   | 36  | Stéphan Grégoire (R)   | Formula Project Engineering | Lola    | Buick     | 5 Rd.                        | 195 | 15    |
| 20   | 76  | Tony Bettenhausen jr.  | Bettenhausen Racing         | Penske  | Chevrolet | 5 Rd.                        | 195 | 22    |
| 21   | 75  | Willy T. Ribbs         | Walker Racing               | Lola    | Cosworth  | 6 Rd.                        | 194 | 30    |
| 22   | 92  | Didier Theys           | Hemelgarn Racing            | Lola    | Buick     | 7 Rd.                        | 193 | 32    |
| 23   | 66  | Dominic Dobson         | Burns Racing                | Galmer  | Chevrolet | 7 Rd.                        | 193 | 27    |
| 24   | 60  | Jim Crawford           | King Racing                 | Lola    | Chevrolet | 8 Rd.                        | 192 | 31    |
| 25   | 90  | Lyn St. James          | Dick Simon Racing           | Lola    | Cosworth  | Getriebe                     | 176 | 21    |
| 26   | 27  | Geoff Brabham          | Team Menard                 | Lola    | Menard    | Motor                        | 174 | 29    |
| 27   | 41  | Robby Gordon (R)       | A. J. Foyt Enterprises      | Lola    | Cosworth  | Getriebe                     | 165 | 25    |
| 28   | 40  | Roberto Guerrero       | King Racing                 | Lola    | Chevrolet | Unfall                       | 125 | 10    |
| 29   | 21  | Jeff Andretti          | Pagan Racing                | Lola    | Buick     | Unfall                       | 124 | 16    |
| 30   | 12  | Paul Tracy             | Team Penske                 | Penske  | Chevrolet | Unfall                       | 94  | 7     |
| 31   | 91  | Stan Fox               | Hemelgarn Racing            | Lola    | Buick     | Motor                        | 64  | 20    |
| 32   | 77  | Nelson Piquet (R)      | Team Menard                 | Lola    | Menard    | Motor                        | 38  | 13    |
| 33   | 7   | Danny Sullivan (W)     | Galles Racing               | Lola    | Chevrolet | Unfall                       | 29  | 12    |

(W)=früherer Gewinner / (R)=Rookie / alle Starter auf Goodyear-Reifen / Gelbphasen: 8 für 49 Rd.

## Führungsrunden
| Fahrer             | Team                        | Anzahl |
| ------------------ | --------------------------- | ------ |
| Mario Andretti     | Newman/Haas Racing          | 72     |
| Nigel Mansell      | Newman/Haas Racing          | 34     |
| Raul Boesel        | Dick Simon Racing           | 18     |
| Al Unser Jr.       | Galles Racing               | 17     |
| Emerson Fittipaldi | Team Penske                 | 16     |
| Al Unser           | King Racing                 | 15     |
| Arie Luyendyk      | Chip Ganassi Racing         | 14     |
| Scott Goodyear     | Walker Racing               | 5      |
| Kevin Cogan        | Galles Racing               | 4      |
| John Andretti      | A. J. Foyt Enterprises      | 2      |
| Robby Gordon       | A. J. Foyt Enterprises      | 2      |
| Stéphan Grégoire   | Formula Project Engineering | 1      |